# Timaeus (Mondkrater)
Timaeus ist ein Einschlagkrater auf dem Mond im Norden der Mondvorderseite am nördlichen Rand des Mare Frigoris, südwestlich der Kraterebene von W. Bond und nordwestlich von Archytas.

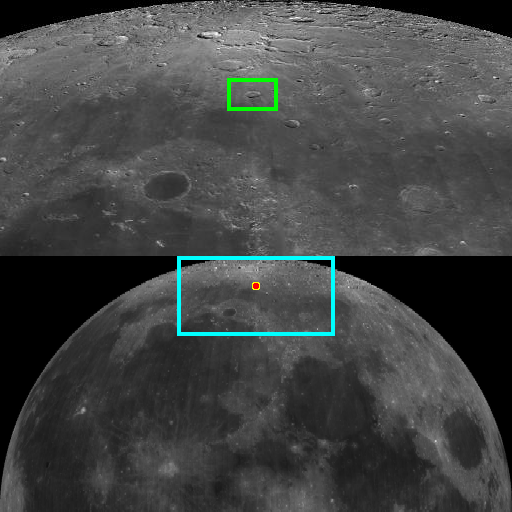
Lage von Timaeus

Der relativ junge Krater zeigt kaum erodierte Ränder und weist einen zirka 550 m hohen Zentralberg auf. Die Entstehungszeit wird der spät-imbrischen Periode zugerechnet.
Der Krater wurde 1935 von der IAU nach dem griechischen Astronomen Timaios benannt.